# Live in Paris (EP)
Live in Paris EP (también conocido como Deezer EP) es un EP en vivo de la banda americana Red Hot Chili Peppers lanzado el 1 de julio de 2016 exclusivamente para la plataforma Deezer. Las canciones fueron grabadas el 24 de junio de 2016 en los estudios de Canal+ durante la gira mundial de The Getaway.

## Lista de canciones
| N.º | Título             | Duración |  |
| 1.  | «Dark Necessities» | 5:06     |  |
| 2.  | «Give It Away»     | 4:55     |  |
| 3.  | «By the Way»       | 3:55     |  |
| 4.  | «We Turn Red»      | 3:23     |  |
| 5.  | «Go Robot»         | 4:58     |  |

## Personal
Red Hot Chili Peppers
- Anthony Kiedis – voz
- Josh Klinghoffer – guitarra, coros
- Flea – bajo
- Chad Smith – Batería

Músicos adicionales
- Chris Warren – teclados, percusión electrónica
- Nate Walcott - piano, teclados